# Tereza Čapková
Tereza Čapková (* 24. července 1987 Příbram, Československo) je česká běžkyně. Původně se zaměřovala na tratě 800 a zejména 1500 metrů, později přešla k silničním závodům.
V běhu na 1500 metrů doběhla sedmá na mistrovství světa juniorů v Pekingu v roce 2006, stejné umístění vybojovala i na univerziádě v Šen-čenu v roce 2011. Na mistrovství Evropy v Helsinkách v roce 2012 doběhla opět na 7. místě, ale díky pozdější diskvalifikaci prvních čtyř závodnic nakonec získala po pěti letech bronzovou medaili. V roce 2012 také startovala na olympijských hrách v Londýně, kde nepostoupila z rozběhu. Osmkrát vybojovala titul mistryně republiky.

## Osobní rekordy
- 1500 m - 4:08.27